# اندیشکده دیپلماسی اقتصادی

## معرفی
اندیشکده دیپلماسی اقتصادی دانشگاه امام صادق، موسسه ای غیرانتفاعی و تحقیقاتی است که پس از ابلاغ راهبردهای جامعه الامام الصادق از سوی رهبر جمهوری اسلامی ایران مبنی بر تقویت بخش پژوهشی دانشگاه به ریاست مهدی صادقی شاهدانی و عضویت سید جلال دهقانی فیروزآبادی، اصغر افتخاری، محمدحسن شیخ‌الاسلامی، داود منظور، توکل حبیب‌زاده و محسن اسلامی در شورای علمی تشکیل شد. 
این واحد پژوهشی فرادانشکده‌ای در سال ۱۳۹۹ بنابه آئین‌نامه وزارت علوم و تأسیس پژوهشگاه دانشگاه امام صادق، تحت عنوان اندیشکده دیپلماسی اقتصادی تصویب شده است.
این ساختار دانشگاهی، پیش از این نیز با عنوان دفتر مطالعات دیپلماسی اقتصادی فعالیت می‌نمود. هرچند نقطه شروع فعالیت ها را پاییز ۱۳۹۵ معرفی کرده‌اند.
بدنه کارشناسی این مجموعه از دانش‌آموختگان (و دانشجویان) رشته‌های علوم اقتصادی، علوم سیاسی و روابط بین‌الملل، فرهنگ و ارتباطات، مدیریت و حقوق دانشگاه امام صادق ایجاد شده است که با رویکردی بین‌المللی و از زاویه رشته‌های تحصیلی شان به مسائل مطرح در حیطه موضوعی دیپلماسی اقتصادی می‌پردازند.

## اهداف
در سند تأسیس اندیشکده دیپلماسی اقتصادی اهداف زیر تصریح شده است: 
- تربیت نیروی انسانی متخصص در موضوع، حائز مهارت‌های لازم و متعهد به رسالت کلان دانشگاه امام صادق
- مرجعیت نظری در تولید علم مبتنی بر شناخت مسئله
- در قالب تألیف و ترجمه کتب و مقالات مربوط
- مرجعیت مشورتی نهادهای سیاستگذاری و اجرایی در طراحی و پیاده سازی دیپلماسی اقتصادی از طریق:

1. استخراج الگوی کشورهای منتخب در پیاده‌سازی دیپلماسی اقتصادی
2. نقد عملکرد و آسیب‌شناسی مستمر رویکردی، نهادی و اجرایی در دیپلماسی اقتصادی ج.ا.ایران
3. ترسیم وضعیت مطلوب از دیپلماسی اقتصادی در ج.ا.ایران
4. احصاء چالش‌ها و الزامات پیاده‌سازی دیپلماسی اقتصادی در ج.ا.ایران
5. ارائه الگوی عملی در پیاده‌سازی دیپلماسی اقتصادی ناظر بر وظایف نهادها در ج.ا.ایران
6. طراحی نقشه راه جهت پیاده‌سازی دیپلماسی اقتصادی در ج.ا.ایران
7. تهیه سند ملی دیپلماسی اقتصادی ج.ا.ایران
8. ترویج گفتمان برون گرایی در سطوح سیاستگذاری، عمومی و نخبگانی از طریق جریان رسانه‌ای
9. ارائه الگوی مطلوب از مجموعه دانش بنیان در حوزه علوم انسانی ناظر به حل مسائل در محیط دانشگاهی
10. فراهم آوردن بستر بازگشت دانش آموختگان و سرمایه انسانی آنها به چرخه پژوهشی دانشگاه
11. تشکیل شبکه ارتباطی میان اندیشمندان و پژوهشگران حوزه روابط اقتصادی خارجی کشور با محوریت دانشگاه امام صادق
12. تسهیل در شبکه روابط هم‌افزای نهادهای حاکمیتی، دولتی، خصوصی و علمی تحقیقاتی با مرکزیت دانشگاه امام صادق

## اعضای هیئت علمی
- اصغر افتخاری
- سید جلال دهقانی فیروزآبادی
- محسن اسلامی
- توکل حبیب‌زاده
- داود منظور
- محمدحسن شیخ‌الاسلامی

## همکاران
نهادهایی که تا کنون اندیشکده دیپلماسی اقتصادی از انجام موافقت و امضای تفاهم‌نامه همکاری‌های مشترک با آن‌ها را اطلاع رسانی کرده است عبارتند از:
- پژوهشکده تحقیقات راهبردی مجمع تشخیص مصلحت
- اتاق بازرگانی صنایع معادن و کشاورزی تهران
- مرکز مطالعات سیاسی و بین‌المللی وزارت امور خارجه
- وزارت دفاع و پشتیبانی نیروهای مسلح
- شبکه رادیویی گفتگو
- شورای راهبردی روابط خارجی
- کمیسیون امنیت ملی و سیاست خارجی مجلس شورای اسلامی
- اتاق بازرگانی صنایع معادن و کشاورزی ایران
- نیروی دریایی راهبردی ارتش

## اقدامات
- اولین مدرسه تابستانه دیپلماسی اقتصادی (مبانی نظری و چارچوب مفهومی)
- اولین شبیه‌سازی ملی مذاکرات بین‌المللی ابتکار صلح هرمز (با تأکید بر دیپلماسی اقتصادی)
- دومین مدرسه تابستانه دیپلماسی اقتصادی (دیپلماسی تجاری)
- سومین مدرسه تابستانه دیپلماسی اقتصادی (منطقه همسایگی)
- اولین همایش ملی دیپلماسی اقتصادی جمهوری اسلامی ایران، فرصت‌ها و چالش‌های ۱۴۰۴-۱۴۰۰[۱]
- چهارمین مدرسه تابستانه دیپلماسی اقتصادی (منطقه خزر)
- چهارمین همایش ملی توسعه سواحل مکران، با محوریت حکمرانی و تأکید بر دیپلماسی و اقتصاد دریامحور
- تشکیل و عضویت مشورتی در کمیته دیپلماسی اقتصادی مجلس شورای اسلامی

## تألیف و ترجمه‌های منتشر شده
کتاب دیپلماسی اقتصادی، روندها و چشم‌انداز منطقه‌ای و جهانی  این اثر توسط سید جلال دهقانی فیروزآبادی استاد تمام روابط بین‌الملل دانشگاه علامه طباطبایی، رضا توکلی و امیرحسین عرب‌پور اعضای کارشناس اندیشکده دیپلماسی اقتصادی تألیف شده است. انتشار مشترک این اثر از سوی شورای راهبردی روابط خارجی و دانشگاه امام صادق با حضور سید کمال خرازی، سید عباس عراقچی، سید  مهدی مصطفوی و نویسندگان رونمایی شد.پس از آن نیز منوچهر متکی در مراسم رونمایی دیگری به تمجید از این اثر دانشگاهی پرداخت.  دیپلماسی اقتصادی و سیاستگذاری خارجی  ترجمه کتاب Economic diplomacy and foreign policy making است که توسط چارلز چترجی در نشر مک‌میلان چاپ شد. این کتاب توسط امیرحسین عرب‌پور، رضا توکلی و پیمان حسنی کارشناسان اندیشکده دیپلماسی اقتصادی ترجمه و با مقدمه مهدی صادقی شاهدانی استادتمام علوم اقتصادی و خلیل شیرغلامی معاون پژوهش مرکز مطالعات وزارت امور خارجه به چاپ مشترک وزارت امور خارجه و دانشگاه امام صادق رسید. رونمایی این اثر در مرکز مطالعات سیاسی و بین‌المللی وزارت امورخارجه با حضور مهدی صفری معاون دیپلماسی اقتصادی این وزارتخانه، محمدحسن شیخ‌الاسلامی رئیس مرکز، جمعی از فرماندهان نیروی دریایی راهبردی ارتش و دیپلمات‌های بازنشسته جمهوری اسلامی ایران و مترجمین برگزار شد.